# Barbos
Barbos o San Julián de Barbos (llamada oficialmente San Xulián de Barbos) es una parroquia española del municipio de Ortigueira, en la provincia de La Coruña, Galicia.

## Etimología
Este topónimo tiene un origen en un gentilicio prerromano. Está atestado como Sancti Juliani de Baruaos en 1137, y más tardíamente como Barboos, lo cual apoyaría la hipótesis de E. Bascuas de derivar de una protoforma *Bharwanos, a partir del radical *barw-, derivado de la raíz indoeuropea *bher- 'hervir, bullir, manantial'.  Este gentilicio haría referencia a habitantes oriundos de un lugar llamado Barba o similar.

## Límites

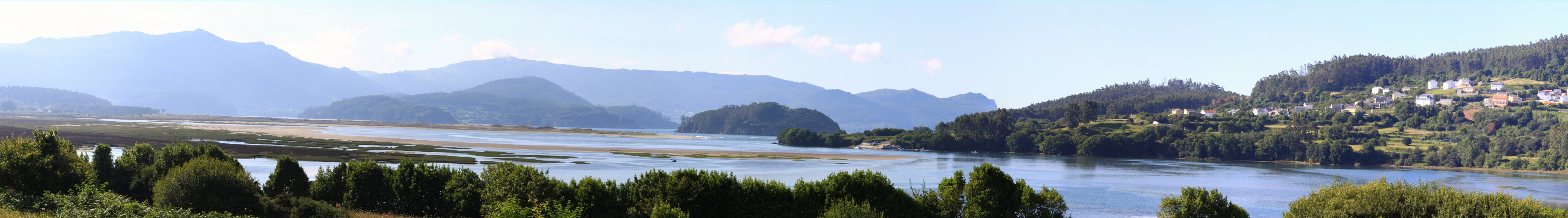
La ría de Ortigueira desde Barbos.

Limita al norte con las marismas de la ría de Ortigueira, al este con la parroquia del Mosteiro, al sur con la parroquia de San Salvador de Couzadoiro, y al oeste con la parroquia de Luía separada por el arroyo del Ameneiral de Santa Ana.

## Entidades de población
Entidades de población que forman parte de la parroquia:
- A Brea
- A Cancela
- A Cruz
- A Rama
- A Rúa
- A Torre
- A Veiga
- Erbilleiro (Ervilleiro)
- Estevo
- Lobeiros
- O Agüeiro (O Augueiro)
- O Ameneiral
- O Cale (O Cal)
- O Lombo de Abaixo
- O Outeiro
- O Regueiro
- O Río
- O Souto
- Os Petaños
- Pardiñeira (A Pardiñeira)
- Pé do Altar
- Pereira (A Pereira)
- San Antonio
- Sobrado de Baixo (Sobrado de Abaixo)
- Sobrado de Riba (Sobrado de Arriba)
- Valella
- Vilabade

## Despoblado
- O Lombo de Riba (O Lombo de Arriba)

## Demografía
| Gráfica de evolución demográfica de Barbos entre 2000 y 2019 |
|                                                              |
| Datos según el nomenclátor publicado por el INE.             |

## Monumentos
La iglesia parroquial está en la Rúa sobre la margen izquierda del segundo arroyo.